# Лейк-Стейшен (Индиана)
Лейк-Стейшен (англ. Lake Station) — город в округе Лейк в штате Индиана в Соединённых Штатах Америки.
Согласно данным переписи населения США 2020 года число жителей города 
составляло 13 235 человек, что, для такого небольшого населённого пункта, существенно больше, чем было во время предыдущей переписи проводившейся в 2010 году (12 572 человек).

## История
Первоначально место, где находится современный Лейк-Стейшен было отправной точкой двух местных троп, ведущих к Форт Дирборну. Позже оно стало остановкой дилижансов, так как маршрут дилижансов Форт-Дирборн-Детройт проходил через это место в сезон дождей. 
Поселение стало известно как Лейк-Стейшен ещё в 1851 году, когда оно начало служить депо и западной конечной станцией Мичиганской центральной железной дороги (позже станет её линией Детройт-Чикаго). Это была первая железнодорожная станция в округе Лейк. Железнодорожники обустроили парк и магазины вокруг своего двухэтажного депо. Год спустя, в апреле 1852 года, Джордж Эрл (англ. George Earle)  заложил здесь город площадью около 6500 акров (26 км2), оставив уже привычное название Лейу-Стейшен.
В местном отеле Audubon Hotel останавливался на ночь Авраам Линкольн (возможно неоднократно).

## География
Согласно данным Бюро переписи населения США, общая площадь Лейк-Стейшен составляет 8,431 квадратных миль (21,84 км2), из которых 8,3 квадратных миль (21,50 км2) (или 98,45%) — это суша и 0,131 квадратных миль (0,34 км2) (или 1,55%) — водная поверхность.